# 凯梅尼·德奈什
凯梅尼·德奈什（匈牙利語：Kemény Dénes，1954年6月14日—），匈牙利水球运动员、教练。他曾带领匈牙利国家队参加2000年、2004年、2008年和2012年夏季奥林匹克运动会水球比赛，结果队伍获得三枚金牌。